# Raïon de Tchetchelnyk
Le raïon de Tchetchelnyk (en ukrainien Чечельницький район, Tchetchel'nyts'ky raïon) est une subdivision administrative de l'oblast de Vinnytsia, dans l'ouest de l'Ukraine. Son centre administratif est la ville de Tchetchelnyk.